# Limita funkcije
Limíta fúnkcije v točki a je število, ki se mu vrednost funkcije f(x) približuje, ko se vrednost spremenljivke x približuje danemu številu a.
Limito funkcije v točki a označimo {\displaystyle \lim _{x\to a}f(x)} (beri: "limita f(x), ko gre x proti a).
Limita funkcije v točki a je enaka funkcijski vrednosti f(a), če in samo če je funkcija v točki a zvezna. 

## Matematična definicija
Limita funkcije je definirana s pomočjo limite zaporedja.
Naj bo f realna funkcija realne spremenljivke. Imejmo zaporedje xn, ki ima limito a. Za to zaporedje tvorimo ustrezno zaporedje vrednosti yn = f(xn). Če ima dobljeno zaporedje yn limito b in je ta limita neodvisna od tega, kako izberemo zaporedje xn, ki gre proti a, potem število b imenujemo limita funkcije f v točki a.

## Računanje limite

### Krajšanje
V praksi limito funkcije najpogosteje izračunamo tako, da enačbo funkcije okrajšamo in potem vstavimo ustrezni a.
Zgled: funkcija {\displaystyle f(x)={\frac {x^{2}-9}{4x-12}}} pri x = 3 ni definirana (deljenje z 0) in torej tam ni zvezna. Če ulomek okrajšamo, dobimo limito:
{\displaystyle \lim _{x\to 3}{\frac {x^{2}-9}{4x-12}}=\lim _{x\to 3}{\frac {(x-3)(x+3)}{4(x-3)}}=\lim _{x\to 3}{\frac {x+3}{4}}={\frac {3+3}{4}}={\frac {3}{2}}}
Torej za zgornjo funkcijo velja: če se x približuje vrednosti 3, se f(x) približuje vrednosti 3/2.

## L'Hôpitalovo pravilo
Drugi postopek, ki se ga v praksi pogosto uporablja, je l'Hôpitalovo pravilo. Če se števec in imenovalec funkcije oba približujeta vrednosti 0 (ko gre x proti a), potem lahko števec in imenovalec odvajamo in velja:
{\displaystyle \lim _{x\to a}{\frac {f(x)}{g(x)}}={\frac {f'(a)}{g'(a)}}}
Zgled za uporabo l'Hôpitalovega pravila:
{\displaystyle \lim _{x\to 0}{\frac {\sin x}{x}}={\frac {\cos 0}{1}}=1}